# Alberto Asarta
Alberto Asarta Cuevas (Zaragoza, 14 de noviembre de 1951) es un político y militar retirado español. Ascendido a General de División en septiembre de 2009, ha participado en misiones internacionales de paz en El Salvador, Bosnia-Herzegovina y Líbano, y en la Fuerza multinacional desplegada en la guerra de Irak.
Desde el 28 de enero de 2010 hasta enero de 2012 fue Comandante de las fuerzas de FINUL, la misión de Naciones Unidas en el Líbano, donde fue reemplazado por el general italiano Paolo Serra. En marzo de 2013 pasó a la reserva, siendo el militar español que más efectivos ha tenido a su cargo durante una misión internacional.
Asarta encabezó la lista de la provincia de Castellón en las elecciones generales de España de abril de 2019 y en las elecciones generales de España de noviembre de 2019 por Vox.

## Carrera militar

### Formación
Ingresó en el Ejército de Tierra de España en julio de 1971. Tras graduarse en la Academia General Militar y Academia de Infantería, en 1975 fue promovido a oficial de Infantería. Completó su formación en la Escuela Nacional de la Defensa de Argentina, asistiendo también a la Escuela Naval de Estados Unidos y la Escuela Militar de la OTAN en Alemania.

### Destinos
De 1975 a 1988, se desempeñó como comandante en fuerzas de paracaidistas, Legión Española e Infantería. Entre sus destinos, cabe citar la Jefatura del Mando de Adiestramiento y Doctrina (MADOC), el Cuartel General del Cuerpo del Ejército Europeo en Estrasburgo, el Tercio 'Alejandro Farnesio' IV de la Legión, la III Bandera Ortiz de Zárate de la Brigada Paracaidista,  el Regimiento de Infantería 'Canarias 50' y el Grupo de Fuerzas Regulares de Infantería 'Alhucemas' 5.
También estuvo al mando de la Brigada de Infantería Acorazada «Guadarrama» XII en El Goloso (Madrid) y en el Regimiento de Infantería Mecanizada «Castilla» n.º 16.

### Misiones de paz
Sus primeros cometidos en el extranjero fueron con el Grupo de Observadores de las Naciones Unidas en Centroamérica (ONUCA) en 1991, y con la Fuerza de Estabilización de la OTAN (SFOR) en Bosnia y Herzegovina en 1997 y 2001-02.
Durante la primera mitad de 2004, y con el grado de Coronel, fue segundo responsable del contingente de 1.300 hombres enviado por el gobierno español dentro de la Fuerza multinacional desplegada en la Guerra de Irak, al mando del General Fulgencio Coll. Allí, fue responsable de la protección de los acuartelamientos de Diwaniya y Nayaf, que tuvieron que combatir contra la insurgencia iraquí en uno de los periodos de mayores hostilidades. Posteriormente, se le asignó el mando de la operación de retirada de las tropas españolas de Irak, producido en mayo de ese año.
Fue condecorado con la Medalla del Mérito Militar con distintivo rojo por su actuación en la batalla de Nayaf, defendiendo primero la base Al-Ándalus y luego organizando el rescate de tropas salvadoreñas asediadas en un emplazamiento de la ciudad.
En diciembre de 2008 se incorporó a la Fuerza Provisional de las Naciones Unidas para el Líbano, donde estuvo al mando de un contingente de 4 200 soldados de India, Indonesia, Nepal, Malasia, Polonia, El Salvador, China y España, misión que desempeñó hasta abril de 2009. Retornó a España como asesor del jefe de Estado Mayor del Ejército de Tierra, y cinco meses después fue ascendido a General de División. A finales de año fue propuesto por el ejecutivo español como máximo responsable de las fuerzas de la ONU en Líbano. Tomó posesión de su cargo el 28 de enero de 2010, en un acto al que acudió la ministra de Defensa, Carmen Chacón. Estuvo al mando de 12 200 militares de 29 países, y es el primer español que dirigió una operación multinacional de paz de la ONU, siendo reemplazado en el mando de la comandancia por el militar italiano Paolo Serra.

## Carrera política
En las elecciones generales de España de noviembre de 2019 fue elegido diputado por la circunscripción de Castellón por el partido Vox.

## Vida personal
Alberto Asarta está casado y es padre de dos hijos. Habla fluidamente inglés y francés.